# Karl-Heinz Boyke
Karl-Heinz Boyke, auch Karl Boyke (* 25. Mai 1955 in Uetersen; † 7. Juli 2024 in Neuendeich), war ein deutscher Bildhauer, Maler und Autor.

## Leben
Boyke wurde zunächst als Vermessungstechniker ausgebildet. Schon nach vier Berufsjahren bewarb er sich 1977 für ein Studium der Freien Kunst an der damaligen Fachhochschule für Gestaltung, der späteren Muthesius Kunsthochschule in Kiel. Seine ersten Lehrer dort waren Manfred Sihle-Wissel, Gottfried Brockmann und Ekkehard Thieme. Nach drei Semestern kam Boyke in die Bildhauerklasse von Jan Koblasa. Ab 1979 assistierte Boyke dem Künstler Walter Arno und wurde später dessen Schüler. Er beendete sein Kunststudium mit dem Diplom an der Muthesius Kunsthochschule.

## Kunst

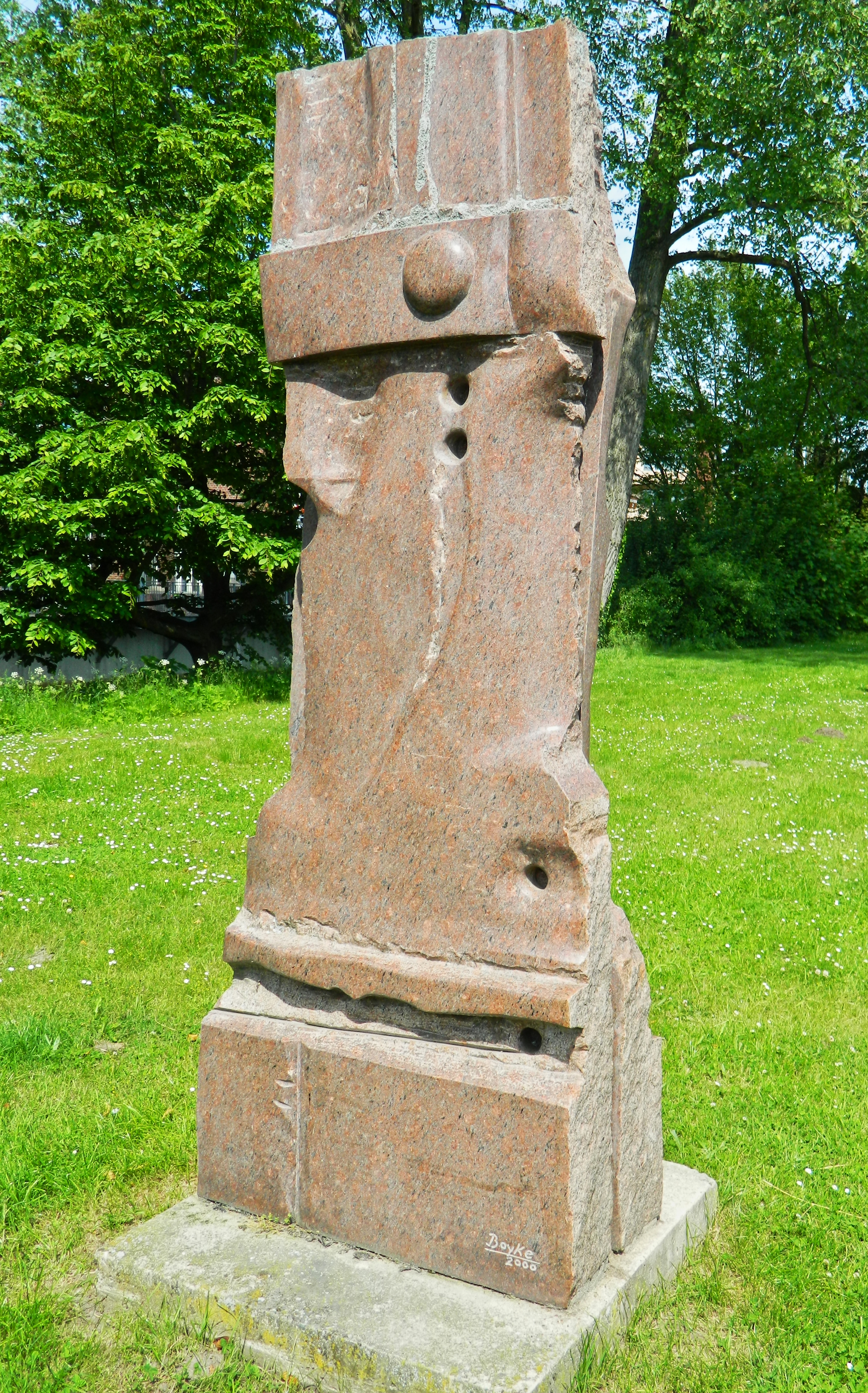
Boykes Skulptur Contrapposto im Skulpturengarten Elmshorn (2000)

Neben der Malerei gestaltete Boyke Reliefs und Skulpturen aus Bronze oder Beton. Auch Granitskulpturen und Chrom-Nickel-Stahl-Objekte wurden Bestandteil des öffentlichen Raums in Schleswig-Holstein. Vereinzelt stellte er auch temporäre und konzeptionelle Kunstwerke aus. Ab 1991 folgten Lehraufträge an der HAW und der Sommerakademie „Pentiment“ in Hamburg. Boyke war Mitbegründer der Werkhof-Galerie in Moorrege und zudem Kurator verschiedener internationaler Ausstellungen. Es folgten zahlreiche eigene Ausstellungen im In- und Ausland und auch öffentliche Aufträge. Boyke war Vorstandsmitglied des Berufsverbandes Bildender Künstler BBK und Sachverständiger für Kunst im öffentlichen Raum.

## Werke (Auswahl)
Skulpturen
- Kleiner Onkel, 2000, Granit und Chrom-Nickel-Stahl, Astrid-Lindgren-Schule, Elmshorn
- Contrapposto 2000, Granit, dreiteilig, Skulpturengarten Elmshorn[3]
- mit Jutta Reichelt: Schleswiger Mahnmal, 2013, Bronze und Granit, Helios Fachklinik Schleswig
- mit MIOQ: Ursprung, 2022, Chrom-Nickel-Stahl, Drostei und Pinneberg Museum, Pinneberg

Bilder
- Im Tal Der Könige, 2007, Acryl auf Papier, 16 × 12 Inch
- Pyramidal, 2007, Acryl auf Papier, 14 × 28 Inch

## Auszeichnungen
- Hermann-Stehr-Stipendium des Kreises Pinneberg – 1995
- Pentiment-Stipendium des Kreises Pinneberg
- Stipendium der Stadt Elmshorn, mit Symposium „Stadtansichten“
- Drosteipreis, Kulturpreis des Kreises Pinneberg  2023[4]

## Buchprojekte
- Walter Arno, ein Künstler – „Der Richtigmacher“
- Walter Arno – Die Rozowski-Interviews
- Vom Denkmal zum Mahnmal – Die Kunst, eine Antwort zu finden